# Nemesvita
Nemesvita is een plaats (község) en gemeente in het Hongaarse comitaat Veszprém. Nemesvita telt 400 inwoners (2001).

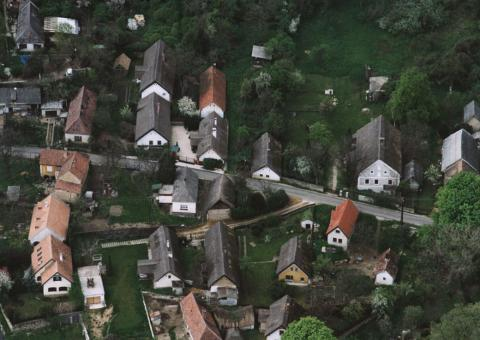
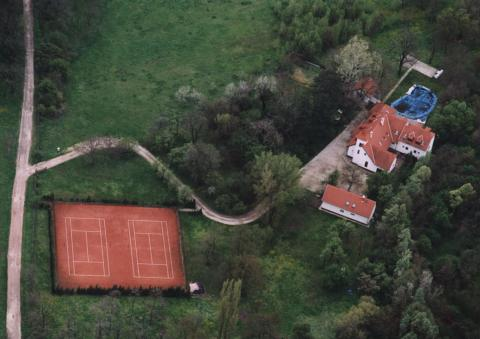